# Kreis Colmar
| Basisdaten              | Basisdaten                  |
| ----------------------- | --------------------------- |
| Bundesstaat             | Reichsland Elsaß-Lothringen |
| Bezirk                  | Oberelsaß                   |
| Verwaltungssitz         | Colmar                      |
| Fläche                  | 660 km² (1910)              |
| Einwohner               | 97.736 (1910)               |
| Bevölkerungsdichte      | 148 Einw./km² (1910)        |
| Gemeinden               | 63 (1910)                   |
| Lage des Kreises Colmar |                             |
|                         |                             |

Der Kreis Colmar war von 1871 bis 1920 ein deutscher Landkreis im Bezirk Oberelsaß des Reichslandes Elsaß-Lothringen. Das Gebiet des Kreises liegt heute im Arrondissement Colmar-Ribeauvillé des französischen Départements Haut-Rhin.

## Geschichte
Nachdem Elsaß-Lothringen durch den Frankfurter Friedensvertrag an das Deutsche Reich gefallen war, wurde 1871 aus dem bis dahin französischen Arrondissement Colmar der Kreis Colmar gebildet. Nach dem Ende des Ersten Weltkrieges wurde der Kreis 1918 von Frankreich besetzt, kam am 17. Oktober 1919 unter französische Verwaltung und gehörte mit dem Inkrafttreten des Versailler Vertrages am 10. Januar 1920 wieder als Arrondissement Colmar dem französischen Staat an. Im Zweiten Weltkrieg stand Elsaß-Lothringen von 1940 bis 1944 unter deutscher Besatzung. Während dieser Zeit bildete das Gebiet des Arrondissements Colmar den Landkreis Kolmar. Es wurde nicht im völkerrechtlichen Sinne annektiert, sondern war dem Gauleiter für den Gau Baden in Straßburg unterstellt. Zwischen November 1944 und Februar 1945 wurde das Kreisgebiet durch alliierte Streitkräfte zurückerobert und an Frankreich zurückgegeben.

## Einwohnerentwicklung
| Einwohner    | 1871   | 1890   | 1900   | 1910   |
| ------------ | ------ | ------ | ------ | ------ |
| Kreis Colmar | 80.749 | 85.489 | 91.428 | 97.736 |

Gemeinden mit mehr als 3000 Einwohnern (Stand 1910):
| Colmar      | 43.808 |
| Münster     | 5.974  |
| Neubreisach | 2.809  |
| Türkheim    | 2.522  |
| Winzenheim  | 3.576  |

## Politik

### Kreisdirektoren

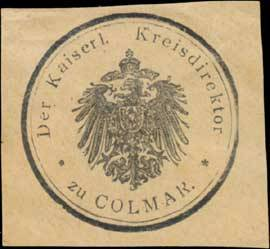
Siegelmarke Der Kaiserliche Kreisdirektor zu Colmar

Die Landräte im Reichsland trugen die Amtsbezeichnung Kreisdirektor.
1871–187800Hans von Hammerstein-Loxten (1843–1905)
1878–188000Carl Bergmann
1880–188200Christian Feichter
1882–188900Karl Boehm
1889–189700Karl Ott († 1923)
1897–190100Friedrich Curtius (1851–1933)
1901–190900Max Menny († 1921)
1909–191000Freiherr von Türcke
1910–191300Richard Schlössingk
1913–191800Curt Cronau (* 1870)

### Landkommissar
1940–999900Heinrich Groß (kommissarisch)

### Landräte
In der Zeit der deutschen Besetzung amtierten folgende Landräte:
1940–999900Heinrich Groß
1940–194300Arnold Köpfler

## Gemeinden
Im Jahre 1910 umfasste der Kreis Colmar 63 Gemeinden:
| - Algolsheim - Andolsheim - Appenweier - Arzenheim - Balgau - Balzenheim - Biesheim - Bischweier - Breitenbach - Colmar - Dessenheim - Dürrenenzen - Egisheim - Eschbach - Fortschweier - Geiswasser | - Griesbach - Grussenheim - Günsbach - Hausen - Häusern - Heiligkreuz - Heiteren - Herlisheim - Hettenschlag - Hohrod - Holzweier - Horburg - Jebsheim - Künheim - Logelnheim - Luttenbach | - Metzeral - Mittlach - Mühlbach - Münster - Munzenheim - Nambsheim - Neubreisach - Obermorschweier - Obersaasheim - Riedweier - Sondernach - Stoßweier - Sulzbach - Sulzern - Sundhofen - Türkheim | - Urschenheim - Vogelgrün - Vöklinshofen - Volgelsheim - Walbach - Wasserburg - Weckolsheim - Weier auf’m Land - Weier im Thal - Wettolsheim - Wickerschweier - Widensolen - Winzenheim - Wolfganzen - Zimmerbach |